# Andersonita
La andersonita es un mineral de la clase de los carbonatos. Recibe su nombre del geólogo estadounidense Charles Alfred Anderson (1902-1990), que recolectó sus primeras muestras.

## Características
La andersonita es un carbonato de uranilo de fórmula química Na2Ca(UO2)(CO3)3·6H2 O. Cristaliza en sistema trigonal. Los cristales son romboédricos, pseudocúbicos o aplanados y con complejos desarrollos, de aproximadamente 1 cm, y se organizan típicamente en costras cristalinas y granulares.

## Formación y yacimientos
Es un mineral secundario poco común, formado en la zona oxidada de depósitos polimetálicos hidrotermales que contienen uranio; puede ser posterior a los trabajos de minería, revistiendo las paredes de los túneles de las minas. Su localidad tipo es la mina Hillside (Arizona, Estados Unidos), pero también se encuentra en otras vetas a lo largo del país, así como en Argentina, Inglaterra, España, Austria, Grecia y Japón.